# Eurolliga d'hoquei sobre herba femenina
L'Eurolliga d'hoquei sobre herba femenina (en anglès, Euro Hockey League Women), també coneguda com EHL, és una competició esportiva de clubs d'hoquei sobre herba europeeus. De caràcter anual, és organitzada per la Federació Europea d'Hoquei i es disputà per primer cop la temporada 2019-20.
Prèviament, des del 1974 fins al 2019, la competició se celebrà amb la denominació de Copa d'Europa, que enfrentava els campions de lliga de cadascuna de les federacions nacionals. Per altra banda, al final de la temporada 2008-09, es fusiona amb la Recopa d'Europa. La temporada 2019-20, la FEH decidí crear una nova competició amb nou format i nom, l'Eurolliga d'hoquei sobre herba, però fou cancel·lada per la pandèmia de COVID-19 a Europa. Tanmateix des del 2021 se celebra anualment de forma regular. Hi participen els clubs europeus millors classificats de cadascuna de les lligues europees. Vuits equips participen a la fase final que es disputa al Wagener Stadium d'Amstelveen des del 2019. Hi competeixen en format d'eliminació directa amb quarts de final, semifinal i final. El guanyador del torneig és declarat campió de l'Eurolliga.

## Historial
| En negreta = Equip guanyador (1) = Nombre de títols (prò.) = Pròrroga (p.) = Penalti-stroke Nota: Noms dels equips segons l'època |

| Copa d'Europa d'hoquei sobre herba | Copa d'Europa d'hoquei sobre herba | Copa d'Europa d'hoquei sobre herba | Copa d'Europa d'hoquei sobre herba | Copa d'Europa d'hoquei sobre herba | Copa d'Europa d'hoquei sobre herba | Copa d'Europa d'hoquei sobre herba | Copa d'Europa d'hoquei sobre herba | Copa d'Europa d'hoquei sobre herba | Copa d'Europa d'hoquei sobre herba |
| Edició                             | Any                                | Final                              | Final                              | Final                              | Medalla de bronze                  | Medalla de bronze                  | Medalla de bronze                  | Seu                                | refs.                              |
| Edició                             | Any                                | Campió                             | Res.                               | Subcampió                          | Tercer lloc                        | Res.                               | Quart lloc                         | Seu                                | refs.                              |
| ---------------------------------- | ---------------------------------- | ---------------------------------- | ---------------------------------- | ---------------------------------- | ---------------------------------- | ---------------------------------- | ---------------------------------- | ---------------------------------- | ---------------------------------- |
| I                                  | 1974                               | Harvestehuder                      | 1–0                                | Royal Uccle                        | Kievelr Wassennaar                 | 2-0                                | Stade Française                    | Hamburg                            | [ 2 ]                              |
| II                                 | 1975                               | Amsterdam H&BC                     | 1–0                                | Eintracht Braunschweig             | Royal Uccle                        | 2–1                                | Harvestehuder                      | Brussel·les                        |                                    |
| III                                | 1976                               | Amsterdam H&BC                     | 3–1                                | Eintracht Braunschweig             | Slavia Praga                       | 3–1                                | Royal Uccle                        | Amstelveen                         |                                    |
| IV                                 | 1977                               | Amsterdam H&BC                     | 3–0                                | Eintracht Braunschweig             | Royal Uccle                        | 3–1                                | Slavia Praga                       | Viena                              |                                    |
| V                                  | 1978                               | Amsterdam H&BC                     | 1–0                                | Großflottbek                       | Were di Tilburg                    | 2–1                                | Royal Uccle                        | Barcelona                          | [ 4 ]                              |
| VI                                 | 1979                               | Amsterdam H&BC                     | 3–1                                | Royal Uccle                        | Glasgow Western                    |                                    | Were di Tilburg                    | La Haia                            |                                    |
| VII                                | 1980                               | Amsterdam H&BC                     | 1–0                                | Glasgow Western                    |                                    | 1–0                                | Großflottbek                       | Barcelona                          |                                    |
| VIII                               | 1981                               | Amsterdam H&BC                     | 2–1                                | Glasgow Western                    |                                    | 2–1                                |                                    | Brussel·les                        |                                    |
| IX                                 | 1982                               | Amsterdam H&BC                     | 1–0                                |                                    | Spartak Moscou                     |                                    |                                    | Alba                               |                                    |
| X                                  | 1983                               | HGC                                | 2–0                                | Bayer Lerverkusen                  | AH&BC                              | 3–2                                | SKIF Moscou                        | La Haia                            |                                    |
| XI                                 | 1984                               | HGC                                | 3–1                                | Kolos Borispol                     | AH&BC                              | 3–0                                | Bayer Lerverkusen                  | Wassenaar                          |                                    |
| XII                                | 1985                               | HGC                                |                                    | SKIF Moscou                        | AH&BC                              | 4–2                                |                                    |                                    |                                    |
| XIII                               | 1986                               | HGC                                | 3–1                                | Kolos Borispol                     | Bayer Lerverkusen                  | 4–1                                | Glasgow Western                    |                                    |                                    |
| XIV                                | 1987                               | HGC                                | 1–0                                |                                    |                                    | 2–1                                |                                    | Wassenaar                          |                                    |
| XV                                 | 1988                               | Amsterdam H&BC                     | 4–0                                | Kolos Borispol                     | Glasgow Western                    | 5–4                                | HGC                                |                                    |                                    |
| XVI                                | 1989                               | Amsterdam H&BC                     | 3–2                                | Glasgow Western                    | HGC                                | 1–0                                | 1880 Frankfurt                     | Wassenaar                          |                                    |
| XVII                               | 1990                               | Amsterdam H&BC                     | 4–0                                | Glasgow Western                    | Kolos Borispol                     | 3–2                                | Club de Campo                      |                                    |                                    |
| XVIII                              | 1991                               | HGC                                | 2–1                                | Glasgow Western                    | Amsterdam H&BC                     | 1–0                                | Club de Campo                      | Wassenaar                          |                                    |
| XIX                                | 1992                               | Amsterdam H&BC                     | 4–0                                | Glasgow Western                    | HGC                                | 6–0                                | Eintracht Frankfurt                |                                    |                                    |
| XX                                 | 1993                               | Rüsselsheimer RK                   |                                    | Amsterdam H&BC                     |                                    |                                    | Glasgow Western                    |                                    |                                    |
| XXI                                | 1994                               | HGC                                |                                    | Rüsselsheimer RK                   |                                    |                                    | Glasgow Western                    |                                    |                                    |
| XXII                               | 1995                               | SV Kampong                         |                                    | Berliner HC                        | Rüsselsheimer RK                   |                                    | Glasgow Western                    |                                    |                                    |
| XXIII                              | 1996                               | SV Kampong                         |                                    |                                    |                                    |                                    | Glasgow Western                    |                                    |                                    |
| XXIV                               | 1997                               | Berliner HC                        | 2–1                                | HGC                                |                                    | 5–3                                | Glasgow Western                    |                                    |                                    |
| XXV                                | 1998                               | Rüsselsheimer RK                   | 3–2                                |                                    | HGC                                | 4–1                                | Edimburg HC                        |                                    |                                    |
| XXVI                               | 1999                               | Rot-Weiss Köln (1)                 |                                    | Den Bosch                          |                                    | 2–0                                | Edimburg HC                        |                                    |                                    |
| XXVII                              | 2000                               | Den Bosch                          | 7–0                                |                                    | Kolos Borispol                     | 2–1                                | Glasgow Western                    |                                    |                                    |
| XXVIII                             | 2001                               | Den Bosch                          | 6–0                                |                                    | Kolos Borispol                     | 2–1                                | CD Terrassa                        |                                    |                                    |
| XXIX                               | 2002                               | Den Bosch                          | 8–1                                | Kolos Borispol                     |                                    | 2–0                                |                                    |                                    |                                    |
| XXX                                | 2003                               | Den Bosch                          | 4–0                                |                                    | Kolos Borispol                     | 3–2                                |                                    |                                    |                                    |
| XXXI                               | 2004                               | Den Bosch                          | 2–1                                | Kolos Borispol                     | Rot-Weiss Köln                     | 5–3                                |                                    |                                    |                                    |
| XXXII                              | 2005                               | Den Bosch                          | 7–0                                | Atasport HC                        |                                    |                                    | Rüsselsheimer RK                   |                                    |                                    |
| XXXIII                             | 2006                               | Den Bosch                          | 9–1                                |                                    | Berliner HC                        |                                    | Atasport HC                        |                                    |                                    |
| XXXIV                              | 2007                               | Den Bosch                          | 3–0                                | Leicester HC                       | Berliner HC                        |                                    | Atasport HC                        |                                    |                                    |
| XXXV                               | 2008                               | Den Bosch                          | 7–0                                | Club de Campo                      | Rot-Weiss Köln                     | 2–1                                | Atasport HC                        | Colònia                            |                                    |
| XXXVI                              | 2009                               | Den Bosch                          | 9–1                                | Berliner HC                        | Atasport HC                        | 1–1                                | CD Terrassa                        | Den Bosch                          |                                    |
| XXXVII                             | 2010                               | Den Bosch                          | 3–0                                | UHC Hamburg                        | Amsterdam H&BC                     | 4–1                                | Atasport HC                        | Amstelveen                         |                                    |
| XXXVIII                            | 2011                               | Den Bosch                          | 4–1                                | Leicester HC                       | Laren MHC                          | 1–1 (prò.)                         | Slough HC                          | La Haia                            |                                    |
| XXXIX                              | 2012                               | Laren MHC                          | 1–0                                | Den Bosch                          | UHC Hamburg                        | 3–1                                | Club de Campo                      | Amstelveen                         |                                    |
| XL                                 | 2013                               | Den Bosch                          | 4–2                                | Laren MHC                          | Rot-Weiss Köln UHC Hamburg         | Rot-Weiss Köln UHC Hamburg         | Rot-Weiss Köln UHC Hamburg         | Bloemendaal                        |                                    |
| XLI                                | 2014                               | Amsterdam H&BC                     | 2–2 (3-0, p.)                      | Den Bosch                          | UHC Hamburg                        | 1–1 (4-2, p.)                      | Reial Societat                     | 's-Hertogenbosch                   |                                    |
| XLII                               | 2015                               | SCHC                               | 2–2 (3-2, p.)                      | Den Bosch                          | Club de Campo                      | 4–0                                | Rot-Weiss Köln                     | Bilthoven                          |                                    |
| XLIII                              | 2016                               | Den Bosch                          | 1–1 (3-2, p.)                      | SCHC                               | UHC Hamburg                        | 3–2                                | Club de Campo                      | Bilthoven                          |                                    |
| XLIV                               | 2017                               | Den Bosch                          | 2–1                                | UHC Hamburg                        | Amsterdam H&BC                     | 3–1                                | Surbiton HC                        | 's-Hertogenbosch                   |                                    |
| XLV                                | 2018                               | Den Bosch                          | 2–1                                | UHC Hamburg                        | Club de Campo                      | 2–1                                | Amsterdam H&BC                     | Londres                            |                                    |
| XLVI                               | 2019                               | Amsterdam H&BC                     | 7–0                                | Reial Societat                     | Club an der Alster                 | 2–1                                | Den Bosch                          | Amstelveen                         |                                    |
| Eurolliga d'hoquei sobre herba     |                                    |                                    |                                    |                                    |                                    |                                    |                                    |                                    |                                    |
| I                                  | 2020                               | competició suspesa                 | competició suspesa                 | competició suspesa                 | competició suspesa                 | competició suspesa                 | competició suspesa                 | N/D                                | [ 3 ]                              |
| II                                 | 2021                               | Den Bosch                          | 5–0                                | Club de Campo                      | Amsterdam H&BC                     | 4–2                                | Club an der Alster                 | Amstelveen                         |                                    |
| III                                | 2022                               | Amsterdam H&BC                     | 2–2 (3-2, p.)                      | Den Bosch                          | Júnior FC                          | 2–1                                | Gantoise                           | Amstelveen                         | [ 5 ]                              |
| IV                                 | 2023                               | Den Bosch                          | 1–0                                | Club de Campo                      | Düsseldorfer HC                    | 3–0                                | Sanse Complutense                  | Amstelveen                         |                                    |
| V                                  | 2024                               | Amsterdam H&BC                     | 2–1                                | Mannheimer HC                      | SCHC                               | 3–2                                | Júnior FC                          | Amstelveen                         |                                    |